# El Palmar (Wenezuela)
El Palmar – miasto w Wenezueli, w stanie Bolívar.